# Rio Bacacheri
O Rio Bacacheri é um rio que banha o município brasileiro de Curitiba, no Estado do Paraná, pertence à Bacia do Atuba-Bacacheri, onde o principal rio dá o nome ao bairro.
Para RIBEIRO (2007, p.4) o rio Bacacheri localiza-se na porção nordeste da cidade, entre as coordenadas geográficas de latitude 25°21’04”S a 25°26’58”S e longitude 49°16’15W a 49°11’39”W, possuindo uma área total de drenagem de 30,81 km², sendo que o canal principal mede 12,5 km de extensão e o canal secundário, denominado rio Bacacheri-Mirim, tem 4,5 km de comprimento.
RIBEIRO informa ainda que as nascentes do rio Bacacheri encontram-se na região do bairro Cachoeira. O rio Bacacheri desenvolvendo-se no sentido NW – SE até chegar à sua foz no rio Atuba, a 885 m de altitude, no bairro Atuba.
O rio Bacacheri abrange, desde suas nascentes até sua foz, os seguintes bairros de Curitiba: Cachoeira, Barreirinha, Santa Cândida, Bacacheri, Boa Vista, Cabral, Cristo Rei, Tingui, Bairro Alto, Tarumã, Jardim Social, Capão da Imbuia e Cajuru (RIBEIRO, 2007, p.4; SAUER, 2007, p.43).
"A área de estudo está localizada no Município de Curitiba, que está situado no primeiro planalto paranaense entre a Serra do Mar e os Campos Gerais, 934,6 m acima do nível do mar. Sua população é de 1.587.315 habitantes (IBGE 2002), sendo a maior cidade da Região Sul do Brasil. “O município não possui área rural nem distritos e é todo urbanizado” (GARCIAS, 2003).
Curitiba é cortada por vários rios, que compõem a bacia hidrográfica do Altíssimo Iguaçu, e estão agrupados em cinco sub-bacias hidrográficas (IPPUC): Bacia do Atuba-Bacacheri; Bacia do Ribeirão dos Padilhas; Bacia do Passaúna; Bacia do Belém; Bacia do Barigüi. O rio Bacacheri está localizado dentro da Bacia do Atuba-Bacacheri ." Souza, 2005

## Afluentes
Os afluentes do rio Bacacheri existentes no território do bairro do mesmo nome são:
- O Córrego Duque de Caxias que nasce na altura da rua Marechal Trompowiski e deságua no Parque General Iberê de Mattos;
- O Córrego do Aeroporto que nasce nas proximidades da Praça Faraó Akhenaton e deságua na altura da Rua Antônio Domakoski.
- O Córrego do Material Bélico que nasce no Aeroporto de Bacacheri e deságua no rio Bacacheri, que aí serve como divisa entre os microbairros 35.2, 35.3 e 35.4.
- O Rio Tarumã que serve como divisa entre o Bacacheri e o Tarumã.

## Situação atual do Rio Bacacheri
- Grande quantidade de resíduos, na maioria de origem domiciliar. Por exemplo, no ano de 2007 foram realizadas três limpezas no rio Bacacheri e retirados no total 1500 quilos de resíduos, entre os principais: sacolas plásticas, madeira, embalagens, garrafas pet, resto de comida, etc. Este serviço só e executado quando o mesmo é  solicitado pelos moradores através do serviço do telefone 156. A solicitação também poderá ser realizada pela internet http://www.central156.org.br/

## Projeto Amiriba - Amigos do Rio Bacacheri
O projeto Amiriba objetiva estudar, analisar e atuar sobre as interferência dos impactos ambientais nas áreas de risco do Rio Bacacheri nas proximidades da UNIBRASIL (Rua Konrad Adenauer, 442, bairro Tarumã) sobre a qualidade de vida da comunidade ribeirinha, e suas possíveis estratégias.

## Parque General Iberê de Mattos
O Parque General Iberê de Mattos, mais conhecido como Parque Bacacheri, foi inaugurado no dia 5 de novembro de 1988, e está localizado na Rua Rodrigo de Freitas, entre as ruas Nicarágua e Sargento Pedro Nunes Pereira, no bairro de mesmo nome. Até a década de 70 era chamado   de Tanque do Bacacheri, pois era cortado pelo Rio Bacacheri. Naquela época, o proprietário, Manoel Fontoura Falavinha, utilizava o local para recreação e alugava barcos a remo para passeio no lago. Com o assoreamento do tanque, o lago foi desativado. "Atualmente, o parque, de 152 mil metros quadrados, possui um lago artificial de 22 mil metros quadrados, além de várias opções de lazer, como canchas de esportes, churrasqueiras, bosque com diversas espécies nativas e playground".